# さらば、愛の言葉よ
『さらば、愛の言葉よ』（さらば、あいのことばよ、Adieu au Langage）は、ジャン＝リュック・ゴダール監督による2014年のフランスの映画。

## キャスト
- カメル・アブデリ
- ゾーエ・ブリュノー(fr:Zoé Bruneau)
- エロイーズ・ゴデ
- ロクシー・ミエヴィル

## 製作
本作においてジャン＝リュック・ゴダールは初めて3Dで撮影した。

## 評価
Metacriticでは8件のレヴューで平均値74点を獲得した。Rotten Tomatoesでは14件のレヴューで支持率86%だった。
第67回カンヌ国際映画祭にて審査員賞を受賞した。
『カイエ・デュ・シネマ』誌が選ぶ、2014年の映画トップ10では、 第2位を獲得。
英国映画協会が発行する『サイト&サウンド』誌が選ぶ、2014年の映画トップ20では、第2位を獲得。